# Nymphidium hesperinum
Nymphidium hesperinum är en fjärilsart som beskrevs av Hans Ferdinand Emil Julius Stichel 1911. Nymphidium hesperinum ingår i släktet Nymphidium och familjen Riodinidae. Inga underarter finns listade i Catalogue of Life.